# Rudy Sarzo
Rudy Sarzo (Rodolfo Maximiliano Sarzo Lavieille Grande Ruiz Payret y Chaumont, La Habana, 18 de noviembre de 1950) es un músico cubano nacionalizado estadounidense. Sarzo ha tocado con bandas y artistas de gran renombre como Quiet Riot, Ozzy Osbourne, Whitesnake, Manic Eden, Dio, Blue Öyster Cult, Yngwie Malmsteen, Geoff Tate's Queensrÿche y Devil City Angels. Actualmente es el bajista y único miembro original de la banda estadounidense Quiet Riot.

## Biografía

### Primeros años
Sarzo nació en La Habana, Cuba el 18 de noviembre de 1950. Emigró a los Estados Unidos en 1951 y fue criado en Florida. Su hermano Robert también es un músico.

### Carrera musical
Sarzo se unió a Quiet Riot en diciembre de 1978 y permaneció en la banda hasta principios de 1981. A pesar de que aparece en la portada del álbum de 1978 Quiet Riot II, no participa en la grabación del mismo. De marzo de 1981 a septiembre de 1983 Sarzo salta a la fama como bajista de la banda del exvocalista de Black Sabbath, Ozzy Osbourne. Se unió a la banda por recomendación del guitarrista Randy Rhoads, quien previamente había tocado junto a Sarzo en Quiet Riot. Su trabajo puede ser escuchado en los álbumes en vivo de Osbourne Speak of the Devil y Tribute, aunque nunca estuvo en un álbum de estudio con Ozzy. A pesar de que Bob Daisley tocó el bajo en el álbum de Osbourne Diary of a Madman, Sarzo aparece acreditado en este.
Como miembro de Quiet Riot grabó el disco multiplatino Metal Health, que lo llevó a encabezar giras mundiales. Gracias a estas participaciones, fue nombrado el bajista #1 del rock en la revista Circus en 1983. Con Whitesnake permaneció de abril de 1987 a septiembre de 1994, grabando el álbum multiplatino Slip of the Tongue. En el 2004 se unió a la banda del guitarrista sueco Yngwie Malmsteen para la gira "Attack Tour" y luego ingresó en la agrupación Dio.

## Discografía

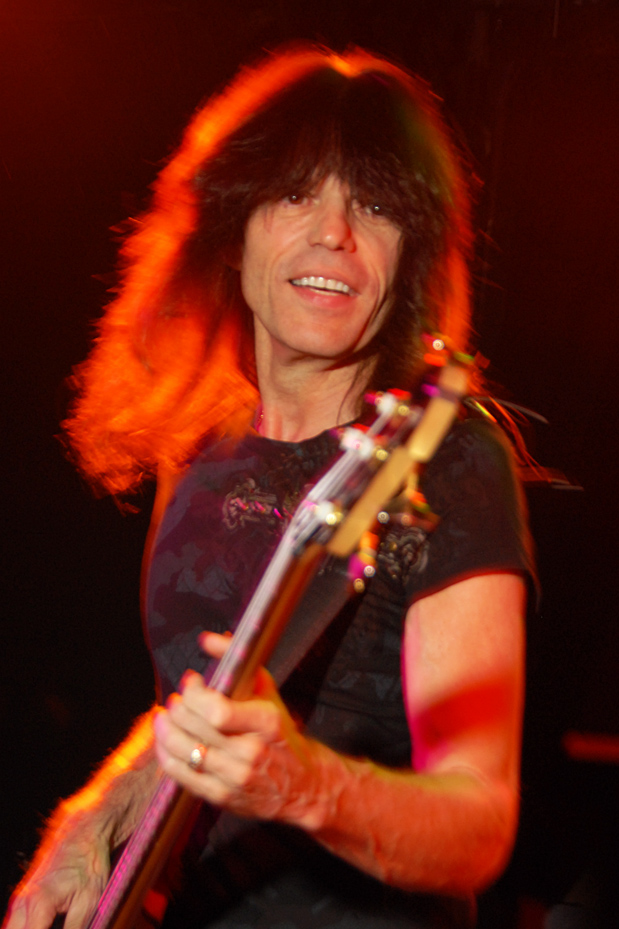
Sarzo en 2009 con la banda Dio.

### Con Ozzy Osbourne
- Speak of the Devil o Talk to the Devil (1982)
- Tribute (1987)
- Diary Of a Madman (1981)

### Con Quiet Riot
- Metal Health (1983)
- Condition Critical (1984)
- Alive and Well (1999)
- Guilty Pleasures (2001)

### Con M.A.R.S. (MacAlpine/Aldridge/Rock/Sarzo)
- Project Driver (1986)

### Con Whitesnake
- Slip of the Tongue (1989)
- Whitesnake's Greatest Hits (1994)

### Con Manic Eden
- Manic Eden (1994)

### Con Dio
- Holy Diver Live (2006)

### Con Animetal U.S.A.
- Animetal U.S.A. (2011)
- W (2012)

### Con Queensryche
- Frequency Unknown (2013)

### Con Anima Inside
- Prophets Word (2021)

## Libro
En 2006, Sarzo escribió un libro titulado Off the Rails, un relato autobiográfico sobre su etapa en la banda de Ozzy Osbourne a principios de la década de 1980. Se centra principalmente en sus recuerdos del influyente y joven guitarrista Randy Rhoads, un amigo cercano que falleció en un accidente de aviación en 1982, durante la gira "Diary of a Madman" que estaban realizando por EE. UU.